# Односи Србије и Шведске
Односи Србије и Шведске су билатерални односи Републике Србије и Краљевине Шведске. Србија има амбасаду у главном граду Шведске, Стокхолму. Шведска има амбасаду у Београду. Обе земље су пуноправне чланице Савета Европе и Организације за европску безбедност и сарадњу (ОЕБС). Такође, Србија је кандидат за Европску унију, а Шведска је чланица Европске уније.
У Шведској живи преко 100.000 људи српског порекла.
Српкси књижевник Иво Андрић је добио шведску Нобелову награду за књижевност 1961.

## Историја односа
- Улоф Палме, премијер Шведске, посетио је Београд 1975.
- Председник СФРЈ, Јосип Броз Тито је посетио Шведску 1976.

## Билатерални односи
Србија и Шведска су успоставили званичне дипломатске односе 1917. године.
Председник Владе РС Александар Вучић је боравио у званичној посети К. Шведској 2. фебруара 2015.
Шведска је гласала за пријем Косова у УНЕСКО 2015.
15. августа 2016. премијер шведске Стефан Левен допутовао је у званичну посету Београду, што је прва посета једног шведског премијера Србији после више од четири деценије.

### Економски односи
- У 2020. години укупна робна размена вредела је 451,4 милиона долара. Од тога извоз из Србије био је 255,3 милиона, а увоз 196 мил. УСД.
- У 2019. размењено је укупно роба вредних 404 милиона УСД. Из наше земље извезено је за 217 милиона, а увезено за 187 мил. долара.
- У 2018. години робна размена вредела је укупно 381 милион долара. Извоз из РС био је 203 милиона, док је увоз вредео 178 мил. УСД.[8][9]

### Дипломатски представници

#### У Београду
- Аника Бен Давид, амбасадор, 2021. -
- Јан Лундин, амбасадор, 2016. - 2021.
- Кристер Асп, амбасадор, 2010. - 2016.
- Кристер Брингеус, амбасадор, 2007—2010.
- Ларс-Јеран Енгфелт, амбасадор, 2002—2006.
- Микаел Салин, амбасадор, 2000—2002.
- Матс Стафансон, амбасадор, 1996—2000.
- Јан аф Силен, амбасадор, 1987—1992.
- Ленарт Мирстен, амбасадор, 1982—1987.
- Бертил Арвидсон, амбасадор, 1978—1982.
- Аксел Левенхавт, амбасадор, 1975—1978.
- Ленарт Финмарк, амбасадор, 1969—1975.
- Агда Ресел, амбасадор, 1964—1969.
- Свен Баклунд, амбасадор, 1961—1963.
- Стиг Унјер, амбасадор, 1956—1961.
- Оле Једал, амбасадор, 1953—1956.
- Биргер Јохансон, посланик, 1948—1953.
- Гунар Ревтершиелд, посланик, 1945—1948.
- Фолће Малмар, посланик, 1939—1941.

#### У Стокхолму
Амбасада Републике Србије у Стокхолму (Шведска) радно покрива Летонију.
- Јелена Чукић Матић, амбасадор, 2024 —[11]
- Драган Момчиловић, амбасадор, 2017—2023.
- Душан Црногорчевић, амбасадор, 2011—2015.
- /  Нинослав Стојадиновић, амбасадор,2005—2010.
- Дејан Васиљевић, амбасадор, 2003—2005.
- Александар Прља, амбасадор, 1992—2001.
- Златан Кикић, амбасадор, 1988—
- Марјан Осолник, амбасадор, 1983—1988.
- Љубо Дрндић, амбасадор, 1979—1983.
- Феликс Горски, амбасадор, 1975—1979.
- Ристо Џунов, амбасадор, 1971—1975.
- Владимир Роловић, амбасадор, 1970—1971. (у Стокхолму је, на дужности амбасадора, смртно рањен од групе усташких терориста)
- Цадик Данон, отправника послова, 1968—1970.
- Лазар Латиновић, амбасадор, 1967—1970.
- Анте Етеровић, амбасадор, 1965—1966.
- Душан Поповић, амбасадор, 1962—1965.
- Јово Капичић, амбасадор 1961—1962.
- Милијан Неоричић, амбасадор, 1958—
- Макс Баће, посланик а затим и амбасадор, 1955—1958.
- Дарко Чернеј, посланик, 1951—1955.
- Душан Братић, посланик, 1948—1951.
- /  Рајко Ђермановић, посланик, 1945—1948.
- Александар Авакумовић, посланик, 1942—1944.
- Милорад Стражњицки, посланик, 1937—1941.
- /  Бошко Чолак-Антић, посланик, 1918—1921.
- Милан Ракић, отправник послова, 1917—1918.